# Ongyun Island
Ongyun Island är en ö i Myanmar.   Den ligger i regionen Ayeyarwady, i den södra delen av landet, 400 km sydväst om huvudstaden Naypyidaw. Arean är 0,60 kvadratkilometer.
Terrängen på Ongyun Island är platt. Öns högsta punkt är 28 meter över havet. Den sträcker sig 1,6 kilometer i nord-sydlig riktning, och 0,6 kilometer i öst-västlig riktning.